# Édouard Louis
Pour les articles homonymes, voir Louis.
Édouard Louis, né Eddy Bellegueule le 30 octobre 1992 à Abbeville (Somme), est un écrivain et traducteur français.

## Biographie

### Enfance et études
Édouard Louis, auparavant Eddy Bellegueule,, naît le 30 octobre 1992 à Abbeville et grandit à Hallencourt (Somme). Il est scolarisé au collège des Cygnes à Longpré-les-Corps-Saints puis entre en internat en classe de seconde au lycée Madeleine-Michelis d'Amiens, où il fait partie de la section théâtre. De 2008 à 2010, il est délégué de l'académie d'Amiens au Conseil national de la vie lycéenne, puis il étudie l'histoire à l'université de Picardie, où il est remarqué par Didier Eribon.
En 2011, il est admis à préparer un diplôme à l'École normale supérieure de la rue d'Ulm et devient étudiant (sans être élève fonctionnaire stagiaire),. Il y effectue une troisième année de licence, puis un master. Il en sort diplômé en 2014.
En 2013, il dirige l’ouvrage collectif Pierre Bourdieu. L'Insoumission en héritage aux PUF, ouvrage dans lequel l'influence de Bourdieu sur la pensée critique et sur les politiques de l'émancipation est analysée.
Il annonce en mars 2014 qu'il dirigera une collection, « Des mots », consacrée à des retranscriptions de conférences, des entretiens et des courts textes, pour cet éditeur, dont le premier volume sur Michel Foucault paraît au mois de juin de la même année, Foucault contre lui-même sous la direction de François Caillat, avec notamment des contributions de Georges Didi-Huberman, Leo Bersani, et Arlette Farge.
En septembre 2014, il obtient une bourse et s'inscrit pour une thèse de doctorat portant sur « les trajectoires des transfuges de classe » à l'université de Picardie sous la direction de Didier Eribon. Il abandonne ce projet de recherche en 2019.

### En finir avec Eddy Bellegueuleet premiers engagements
C’est au lycée que ses camarades commencent à l’appeler Édouard, « Eddy » ne pouvant être pour eux qu’un diminutif. En mai 2015, il obtient de changer de nom et devient Édouard Louis, en prenant comme prénom le surnom qu’on lui donne depuis le lycée, et comme nom le prénom du héros de la pièce de théâtre Juste la fin du monde, également second prénom d’un ami.
En janvier 2014, il publie En finir avec Eddy Bellegueule, un roman à forte dimension autobiographique. Très commenté dans les médias, traduit dans une vingtaine de langues et largement salué pour ses qualités, le livre donne lieu aussi à plusieurs polémiques, notamment sur la manière dont il dépeint sa famille et son milieu social d'origine.
En juillet 2014, Édouard Louis signe avec Geoffroy de Lagasnerie dans le quotidien Libération un appel contre la participation de Marcel Gauchet invité à faire la conférence inaugurale des Rendez-vous de l'Histoire de Blois. L'appel suscite de vives critiques et commentaires ironiques,,,,.

### Histoire de la violenceet affaire judiciaire
Dans Histoire de la violence (2016), Édouard Louis invoque une agression sexuelle dont il aurait été victime un soir de Noël pour analyser les origines et les causes de la violence. En revenant sur le passé de son agresseur, nommé Reda dans le roman, son enfance, la pauvreté dans laquelle il a vécu, mais aussi sur le passé colonial de la France, Édouard Louis cherche à comprendre, et même à excuser la violence à l'œuvre dans son livre. Il déclare : « si excuser veut dire mettre les gens hors de cause, montrer que les causes sont ailleurs que dans les individus, […] dans des forces historiques plus grandes qu’eux, alors je n’ai pas de problème avec ça oui, et j’excuse ».
Qualifié de « maîtrisé et bouleversant » par Le Monde, « encore plus fort » que son premier roman selon Les Inrocks, le livre est aussi sévèrement attaqué, notamment par Marianne qui note la complaisance de l'auteur à l'égard de la violence. Dans Libération, Philippe Lançon critique une « lourdeur du style » (« kitsch naturaliste, tournant au procédé »). Jérémy Collado, journaliste à Slate.fr, voit pour sa part dans le roman un chantage à la sociologie et « une autofiction qui sent bon la prolophobie », marquée par un « déterminisme extrême » et un « charabia intellectuel ».
Dans le cadre de l'instruction de la plainte pour viol déposée par Édouard Louis en décembre 2012, le parquet demande la requalification des faits en agression sexuelle « en opportunité et pour une bonne administration de la justice », c'est-à-dire à seule fin d'accélérer la procédure, ce qui est habituel dans les affaires de viol. En décembre 2020, l'agresseur présumé, qui contestait les faits, est relaxé en première instance du chef d'« agression sexuelle », mais pas de celui de « vol aggravé », et cela malgré le réquisitoire à charge de la procureure de la République. Le parquet de Paris a fait appel de cette relaxe. En février 2022, Riadh B. est de nouveau relaxé en appel, la cour confirmant le jugement prononcé en première instance. Le parquet général avait requis une peine de quatre ans d’emprisonnement, dont deux ans ferme. Il n'est finalement condamné qu'à trois mois de prison avec sursis pour « vol simple » d'une tablette et d'un smartphone.

### Qui a tué mon père
En mai 2018, Édouard Louis sort son troisième ouvrage, Qui a tué mon père. Il revient dans ce récit sur la relation avec son père, dont on apprend qu'il a quitté la Picardie, qu'il souffre terriblement des séquelles d'un accident de travail, et qu'il a cessé de voter pour le Front national. Cet ouvrage comme les précédents aborde différentes formes de violence : la violence de la domination politique des élites sur les classes sociales, présentées comme les plus fragilisées, la violence de la domination masculine envers ceux qui la subissent, mais aussi ceux qui la font subir, la violence du silence entre un père et son fils, la violence homophobe. Le livre s'achève en réquisitoire contre la violence physique des politiques qui touchent, selon l'auteur, les plus vulnérables. La démarche qu'il entreprend en écrivant les noms des personnes qu'il considère responsables d'une histoire politique ayant brisé le corps de son père, bien qu'elle n'occupe qu'une partie réduite de l'ensemble du texte, est celle qui concentre le plus les critiques.
Martin Hirsch, mis en cause pour avoir été le créateur du RSA, lui répond quelques mois plus tard sous forme romancée avec la publication de Comment j'ai tué son père (Stock).

### Rapprochement avec le théâtre
À partir de la publication de Qui a tué mon père, Édouard Louis collabore de plus en plus régulièrement avec le théâtre. Le livre est adapté pour la scène par Stanislas Nordey en France, Ivo van Hove aux Pays-Bas, Daria Deflorian en Italie, ou encore Thomas Ostermeier en France, en Allemagne et aux États-Unis. À l'occasion de sa collaboration avec Thomas Ostermeier, Édouard Louis se produit comme acteur, pour la première fois, dans son propre rôle. Combats et métamorphoses d'une femme, publié trois ans plus tard, est lui aussi transposé vers la scène, par Falk Richter en Allemagne ou une fois encore par Ivo van Hove à Amsterdam. Au même moment, Édouard Louis traduit deux pièces de théâtre d'Anne Carson, de l'anglais vers le français, et co-écrit une pièce avec le metteur en scène Milo Rau, qui sera présentée au théâtre national de la Colline en 2022, sous le titre The Interrogation. Le style d'écriture de l'auteur se transforme par ce rapprochement avec le monde du théâtre : aussi bien Qui a tué mon père que Combats et métamorphoses d'une femme sont écrits sous la forme de longs monologues adressés respectivement au père et à la mère d'Édouard Louis. En 2022 est organisé au théâtre international d'Amsterdam un festival consacré au travail de l'écrivain français. Plusieurs mises en scène de ses livres, venues de différents pays, y sont présentées.

### Collaborations cinématographiques
En 2021, Édouard Louis annonce que le réalisateur oscarisé James Ivory adapte et scénarise Qui a tué mon père et En finir avec Eddy Bellegueule en une série télévisuelle, intitulée The End of Eddy.
En parallèle, l'écrivain collabore avec le cinéaste Ken Loach sur un autre projet artistique.
Édouard Louis est le narrateur du film Nous nous reverrons, court métrage réalisé par le cinéaste Morgan Simon et traitant de la crise migratoire à Paris.
Il est également conseiller spécial pour le documentaire Foucault contre lui-même (2014) réalisé par François Caillat.
Édouard Louis fait l'objet d'un portrait documentaire réalisé en 2022 par François Caillat et intitulé Édouard Louis, ou La transformation. Pour Le Figaro, ce documentaire « à la gloire de l’écrivain qui se prend pour un sociologue » constitue « une heure dix de pleurnicheries absconses ». Marianne considère que le documentaire contient « des bribes de justesse dans un océan de narcissisme autosatisfait ». A contrario, Les Inrocks saluent un exercice qui « n’a rien d’un ego trip complaisant », un « portrait sensible » de « l’une des figures majeures de la vie littéraire. Plus qu’un romancier : un penseur, un moraliste – presque une mythologie à lui tout seul. ».

### Vie privée
Edouard Louis entretient un intense lien affectif depuis les années 2010 avec Didier Eribon et Geoffroy de Lagasnerie.

## Prises de position et accueil critique
Édouard Louis se montre très critique à l'égard de la droite et de l’extrême droite. Selon lui, « en France, « intellectuel de droite » reste un oxymore, mieux : une impossibilité. Et on ne peut que s’en réjouir ». Selon le journaliste Jérémy Collado de Slate, il ramène régulièrement ceux qui le critiquent à l'« extrême droite ».

## Publications

### Romans
- En finir avec Eddy Bellegueule, Paris, Éditions du Seuil, 2014Prix Pierre-Guénin[66] 2014 contre l'homophobie et pour l'égalité des droits.
- Histoire de la violence, Éditions du Seuil, 2016
- Qui a tué mon père, Éditions du Seuil, 2018Coup de cœur Parole Enregistrée et Documents Sonores 2019 de l’Académie Charles-Cros, proclamé le 15 septembre 2019 au jardin du musée Jean-de-la-Fontaine à Château-Thierry[67]. Le jury du prix littéraire NDS (Notre-Dame de Sion à Istanbul) des Lycéens a choisi de décerner le Prix 2022 à Édouard Louis pour son livre Qui a tué mon père (traduit en turc par Ayberk Erkay et publié par les éditions Can Yayınları).
- Combats et métamorphoses d'une femme, Éditions du Seuil, 2021
- Changer : méthode, Éditions du Seuil, 2021
- Monique s'évade, Éditions du Seuil, 2024
- L'effondrement, Éditions du Seuil, 2024
Prix Les Inrockuptibles 2024[68]

### Théâtre
- Édouard Louis, Thomas Ostermeier, Au cœur de la violence, Éditions du Seuil, 2019  — Adaptation théâtrale de Histoire de la violence.

### Sciences politiques
- Édouard Louis (dir.), Pierre Bergougnioux, Annie Ernaux, Didier Eribon, Arlette Farge, Geoffroy de Lagasnerie et Frédéric Lebaron, Pierre Bourdieu : L'Insoumission en héritage, Paris, PUF, 2013, 192 p. (ISBN 978-2-13-061935-2)[9]
- Édouard Louis (avec Ken Loach), Dialogue sur l'art et la politique, PUF, coll. « Des mots », 2021.

### Traductions
- Anne Carson, Antigonick (d'après Antigone de Sophocle), L'Arche, 2019
- Anne Carson, Norma Jeane Baker de Troie, L'Arche, 2021

### Documentaire
- Édouard Louis, ou la transformation, film réalisé par François Caillat, production Tempo Films, 2022

### Vidéographie
- Mediapart, « Interview de Édouard Louis : « La domination masculine empêche et détruit » », 16 janvier 2025 (consulté le 22 janvier 2025)